# Englische Frauen-Cricket-Nationalmannschaft in Australien in der Saison 2021/22
Die Tour der englischen Frauen-Cricket-Nationalmannschaft nach Australien in der Saison 2021/22 fand vom 20. Januar bis zum 8. Februar 2022 statt. Die internationale Cricket-Tour war Bestandteil der Internationalen Cricket-Saison 2021/22 und umfasste einen WTest, drei WODIs und drei WTwenty20s. Australien gewann die WTwenty20-Serie mit 1–0 und die WODI-Serie mit 3–0, während die Test-Serie 0–0 unentschieden endete.

## Vorgeschichte
Australien spielte zuvor eine Tour gegen Indien, während es für England die erste Tour der Saison war. Das letzte Aufeinandertreffen der beiden Mannschaften bei einer Tour fand in der Saison 2019 in England statt. Ursprünglich sollte die Tour eine Woche später starten, wurde jedoch auf Grund der Quarantänebedingungen vor dem Women’s Cricket World Cup 2022 vorgezogen.

## Stadien
Die folgenden Stadien wurden für die Austragung der Tour ausgewählt und am 8. Januar 2022 bekanntgegeben. Ursprünglich war geplant, WTwenty20-Begegnungen im North Sydney Oval auszutragen, was jedoch durch die Terminverschiebung obsolet wurde.
| Stadion       | Stadt     | Kapazität | Spiele           |
| ------------- | --------- | --------- | ---------------- |
| Adelaide Oval | Adelaide  | 53.583    | 1. – 3. WT20     |
| Manuka Oval   | Canberra  | 12.000    | 1. Test; 1. WODI |
| Junction Oval | Melbourne | 7.000     | 2. & 3. WODI     |

## Kaderlisten
England benannte seine Kader am 17. Dezember 2021.
Australien benannte seine Kader am 11. Januar 2022.
| WTest | WTest | WODI | WODI | WTwenty20 | WTwenty20 |
| Australien | England | Australien | England | Australien | England |
| --- | --- | --- | --- | --- | --- |
| - Meg Lanning (K) - Rachael Haynes (VK) - Darcie Brown - Stella Campbell - Nicola Carey - Hannah Darlington - Ashleigh Gardner - Alyssa Healy (wk) - Jess Jonassen - Alana King - Tahlia McGrath - Beth Mooney - Ellyse Perry - Megan Schutt - Annabel Sutherland - Tayla Vlaeminck | - Heather Knight (K) - Tammy Beaumont - Lauren Bell - Maia Bouchier - Katherine Brunt - Kate Cross - Freya Davies - Charlie Dean - Sophia Dunkley - Sophie Ecclestone - Tash Farrant - Sarah Glenn - Amy Jones (wk) - Natalie Sciver - Anya Shrubsole - Mady Villiers - Lauren Winfield-Hill - Danni Wyatt | - Meg Lanning (K) - Rachael Haynes (VK) - Darcie Brown - Stella Campbell - Nicola Carey - Hannah Darlington - Ashleigh Gardner - Alyssa Healy (wk) - Jess Jonassen - Alana King - Tahlia McGrath - Beth Mooney - Ellyse Perry - Megan Schutt - Annabel Sutherland - Tayla Vlaeminck | - Heather Knight (K) - Tammy Beaumont - Lauren Bell - Maia Bouchier - Katherine Brunt - Kate Cross - Freya Davies - Charlie Dean - Sophia Dunkley - Sophie Ecclestone - Tash Farrant - Sarah Glenn - Amy Jones (wk) - Natalie Sciver - Anya Shrubsole - Mady Villiers - Lauren Winfield-Hill - Danni Wyatt | - Meg Lanning (K) - Rachael Haynes (VK) - Darcie Brown - Nicola Carey - Hannah Darlington - Ashleigh Gardner - Alyssa Healy (wk) - Jess Jonassen - Alana King - Tahlia McGrath - Beth Mooney - Ellyse Perry - Megan Schutt - Annabel Sutherland - Tayla Vlaeminck | - Heather Knight (K) - Tammy Beaumont - Maia Bouchier - Katherine Brunt - Kate Cross - Freya Davies - Charlie Dean - Sophia Dunkley - Sophie Ecclestone - Tash Farrant - Sarah Glenn - Amy Jones (wk) - Natalie Sciver - Anya Shrubsole - Mady Villiers - Lauren Winfield-Hill - Danni Wyatt |

## Tour Matches
| 20. Januar Scorecard | Adelaide (KRO) | England A 129 (20)                | – | Australia A 133-7 (19.3) |
|                      |                | Australia A gewinnt mit 3 Wickets |   |                          |

| 21. Januar Scorecard | Adelaide (KRO) | England A 150-4 (20)               | – | Australia A 151-0 (17.3) |
|                      |                | Australia A gewinnt mit 10 Wickets |   |                          |

| 22. Januar Scorecard | Adelaide (KRO) | England A 158-7 (20) | – | Australia A 3-0 (0.5) |
|                      |                | No Result            |   |                       |

| 28. Januar Scorecard | Canberra (PO) | Australia A 261-9 (50)          | – | England A 219 (46.1) |
|                      |               | Australia A gewinnt mit 42 Runs |   |                      |

| 30. Januar Scorecard | Canberra (PO) | England A 132 (45.2)              | – | Australia A 138-2 (26.2) |
|                      |               | Australia A gewinnt mit 8 Wickets |   |                          |

| 2. Februar Scorecard | Canberra (PO) | Australia A 263-8 (50)          | – | England A 211 (45.1) |
|                      |               | Australia A gewinnt mit 52 Runs |   |                      |

## Women’s Twenty20 Internationals

### Erstes WTwenty20 in Adelaide
| 20. Januar Scorecard | Adelaide | England 169-4 (20)               | – | Australien 170-1 (17) |
|                      |          | Australien gewinnt mit 9 Wickets |   |                       |

Australien gewann den Münzwurf und entschied sich als Feldmannschaft zu beginnen. England begann mit Tammy Beaumont und Danni Wyatt. Beaumont schied nach 30 Runs aus und wurde durch Natalie Sciver ersetzt, die 32 Runs erzielen konnte. Kurz nach ihrem Ausscheiden schied auch Wyatt nach einem Half-Century über 70 Runs aus. Die verbliebenen Batter konnten eine Vorgabe von 170 Runs für Australien aufstellen. Beste Bowlerin für Australien war Tahlia McGrath mit 3 Wickets für 26 Runs. In ihrer Antwort verlor das australische Team früh ein Wicket, bevor sich Kapitänin Meg Lanning und Tahlia McGrath etablieren konnten. Zusammen erzielten sie eine Partnerschaft über 144* Runs, wobei McGrath 91* Runs und Lanning 64* Runs erzielten und die Vorgabe drei Over vor Schluss einholten. Das Wicket erzielte Sophie Ecclestone. Als Spielerin des Spiels wurde Tahlia McGrath ausgezeichnet.

### Zweites WTwenty20 in Adelaide
| 22. Januar Scorecard | Adelaide | England 25-0 (4.1) | – | Australien |
|                      |          | No Result          |   |            |

Australien gewann den Münzwurf und entschied sich als Feldmannschaft zu beginnen. Auf Grund von Regenfällen musste das Spiel abgebrochen werden.

### Drittes WTwenty20 in Adelaide
| 23. Januar Scorecard | Adelaide | Australien | – | England |
|                      |          | Abgesagt   |   |         |

Spiel wurde auf Grund von Regenfällen abgesagt.

## Women’s Tests

### Erster Test in Canberra
| 27. – 30. Juni Scorecard | Canberra | Australien 337-9d (104.1) & 216-7d (64) | – | England 297 (105.5) & 245-9 (48) |
|                          |          | Remis                                   |   |                                  |

England gewann den Münzwurf und entschied sich als Feldmannschaft zu beginnen. Von den Eröffnungs-Battern der Australierinnen konnte sich zunächst Rachael Haynes etablieren. An ihrer Seite konnte Ellyse Perry 18 Runs erreichen, bevor Kapitänin Meg Lanning aufs Feld kam. Zusammen mit Haynes erzielte sie eine Partnerschaft über 169 Runs, bevor sie mit 93 Runs ausschied und kurz darauf auch Haynes mit 86 Runs ihr Wicket verlor. Die hineinkommenden Tahlia McGrath und Ashleigh Gardner konnten eine Parntterschaft über 84 Runs erzielen, bevor Gardner nach einem Fifty über 56 Runs ausschied. McGrath erreichte 52 Runs und kurz darauf endete der erste Tag. Am zweiten Tag deklarierte Australien, nachdem es sein neuntes Wicket verloren hatte. Beste englische Bowlerinnen waren Katherine Brunt mit 5 Wickets für 60 Runs und Natalie Sciver mit 3 Wickets für 41 Runs. Die Eröffnungs-Batter Englands schieden früh aus, bevor sich Kapitänin Heather Knight etablierte. An ihrer Seite konnten Natalie Sciver und Sophia Dunkley jeweils 15 Runs erzielen, aber bis auf Sophie Ecclestone die 34 Runs erreichte niemand eine länger haltende Partnerschaft aufbauen. Das Innings endete am Morgen des dritten Tages, als Knight ein ungeschlagenes Century nach 168* Runs aus 294 Bällen aufzuweisen und England einen Rückstand von 40 Runs hatte. Beste Bowlerin für Australien war Ellyse Perry. Australien verlor früh zwei Wickets bis zum Lunch, jedoch setzten danach Regenfälle ein, so dass das Spiel bei einem Stand von 12/2 am dritten Tag nicht mehr fortgesetzt werden konnte. Am vierten Tag konnten Beth Mooney und Ellyse Perry eine Partnerschaft über 91 Runs erzielen, bevor Perry nach 41 Runs ihr Wicket verlor. Mooney schied nach einem Half-Century über 63 Runs aus und wurde durch Tahlia McGrath mit 34 Runs und Ashleigh Gardner mit 38 Runs gefolgt. Nachdem beide ihre Wickets verloren deklarierte Australien mit einer Vorgabe über257 Runs das Innings. Beste englische Bowlerin war Katherine Brunt mit 3 Wickets für 24 Runs. England begann sein Innings mit Lauren Winfield-Hill und Tammy Beaumont. Beaumont verlor nach 36 Runs ihr Wicket und wurde durch Heather Knight ersetzt. Winfield-Hill schied nach 33 Runs aus und wurde gefolgt durch Natalie Sciver. Knight und Sciver erzielten zusammen 72 Runs, bevor Knight nach 48 Runs ausschied. Für sie kam Sophia Dunkley ins Spiel. Sciver schied nach einem Fifty über 58 Runs aus, während Dunkley 45 Runs erreichte. In der Folge verloren sie Spielerinnen früh ihr Wicket, jedoch konnte das letzte Wicket zwischen Sophie Ecclestone und Kate Cross das Remis retten. Beste Bolwerin für Australien war Annabel Sutherland mit 3 Wickets für 69 Runs. Als Spielerin des Spiels wurde Heather Knight ausgezeichnet.

## Women’s One-Day Internationals

### Erstes WODI in Canberra
| 3. Februar Scorecard | Canberra | Australien 205-9 (50)          | – | England 178 (45) |
|                      |          | Australien gewinnt mit 27 Runs |   |                  |

England gewann den Münzwurf und entschied sich als Feldmannschaft zu beginnen. Für Australien konnten Alyssa Healy und Kapitänin Meg Lanning eine Partnerschaft aufbauen. Lanning schied nach 28 Runs aus und Healy konnte 27 Runs erreichen. Als Nächstes konnte sich Beth Mooney etablieren, zunächst an der Seite von Thalia McGrath, die 29 Runs erreichte. Weitere Partnerinnen waren Ashleigh Gardner mit 12 Runs und Alana King mit 18 Runs. Mooney verlor mit dem letzten Ball des Innings ihr Wicket, nachdem sie ein Half-Century über 73 Runs erreicht hatte. Beste Bowlerinnen für England mit jeweils 3 Wickets waren Kate Cross für 33 Runs und Katherine Brunt für 40 Runs. Von den Eröffnungs-Batterinnen für England konnte Lauren Winfield-Hill 13 Runs erzielen. Als nächste Spielerin konnte sich Natalie Sciver etablieren. An ihrer Seite erzielte Amy Jones 16 Runs, bevor dieser Danni Wyatt folgte. Sciver verlor nach 45 Runs ihr Wicket und für sie kam Katherine Brunt ins Spiel. Wyatt schied nach 20 Runs aus und von den verbliebenen Batterinnen war Kate Cross die erfolgreichste. Als diese mit 17 Runs das letzte Wicket des Innings verlor, stand Brunt bei 32* Runs. Beste Bowlerin für Australien war Darcie Brown mit 4 Wickets für 34 Runs. Als Spielerin des Spiels wurde Beth Mooney ausgezeichnet. Mit diesem Sieg hatte Australien die Ashes für sich gesichert.

### Zweites WODI in Melbourne
| 6. Februar Scorecard | Melbourne (JO) | England 129                      | – | Australien 131-5 (35.2) |
|                      |                | Australien gewinnt mit 5 Wickets |   |                         |

Australien gewann den Münzwurf und entschied sich als Feldmannschaft zu beginnen. Für England konnte Eröffnungs-Batterin Lauren Winfield-Hill 24 Runs und Kapitänin Heather Knight 18 Runs erzielen, bevor sich Amy Jones etablierte. Die fand jedoch erst mit Sophie Ecclestone eine Partnerin. Nach 28 Runs verlor Jones ihr Wicket und die verbliebenen Batterinnen konnten nicht mehr viel hinzufügen, so dass Ecclestone bei 32* Runs stand, als England das letzte Wicket verlor. Beste australische Bowler mit jeweils 3 Wickets waren Tahlia McGrath für 4 Runs und Ellyse Perry für 12 Runs. Für Australien konnte sich zunächst Alyssa Healy etablieren. An ihrer Seite erzielte Rachael Haynes 10 Runs, bevor Ellyse Perry aufs Feld kam. Healy verlor daraufhin ihr Wicket nach 22 Runs und wurde durch Thalia McGrath ersetzt, die 19 Runs erreichte. Perry schied nach 40 Runs aus und Ashleigh Gardner konnte dann die Vorgabe der Engländerinnen nach 31* Runs im 36. Over einholen. Beste englische Bowlerin war Kate Cross mit 2 Wickets für 46 Runs. Als Spielerin des Spiels wurde Ellyse Perry ausgezeichnet.

### Drittes WODI in Melbourne
| 8. Februar Scorecard | Melbourne (JO) | England 163 (49.3)               | – | Australien 158-2 (36.2) |
|                      |                | Australien gewinnt mit 8 Wickets |   |                         |

England gewann den Münzwurf und entschied sich als Schlagmannschaft zu beginnen. Eröffnungs-Batterin Tammy Beaumont fand mit der vierten Schlagfrau Natalie Sciver eine Partnerin, mit der sie zusammen 88 Runs erzielte. Beaumont verlor ihr Wicket nach einem Fifty über 50 Runs und kurz darauf schied auch Sciver nach 46 Runs aus. Von den verbliebenen Batterinnen konnte nur noch Charlie Dean mit 18 Runs eine zweistellige Run-Zahl erreichen. Beste Bowlerin für Australien war Annabel Sutherland mit 4 Wickets für 31 Runs. Für Australien konnten Eröffnungs-Batterinnen Alyssa Healy und Rachael Haynes eine Partnerschaft über 74 Runs erreichen. Healy verlor nach 42 Runs ihr Wicket und auch Haynes schied nach 31 Runs kurz darauf aus. Für sie kamen Kapitänin Meg Lanning und Elyyse Perry aufs Feld, die zusammen mit einer Partnerschaft über 90* Runs die Vorgabe der Engländerinnen einholten. Lanning erzielte dabei ein Half-Century über 57 Runs und Perry 31 Runs. Die Wickets für England erzielten Sophie Ecclestone und Freya Davies. Als Spielerin des Spiels wurde Annabel Sutherland ausgezeichnet.

## Punktwertung
Die Ashes werden nach einer Punktwertung vergeben. Im WTest gibt es vier Punkte für einen Sieg, zwei für ein Remis, Unentschieden oder No Result und in den kurzen Spielformen zwei bzw. einen Punkt.
| Australien |            | England |
| ---------- | ---------- | ------- |
| 2          | WTests     | 2       |
| 2          | 1. WTest   | 2       |
| 6          | WODIs      | 0       |
| 2          | 1. WODI    | 0       |
| 2          | 2. WODI    | 0       |
| 2          | 3. WODI    | 0       |
| 4          | WTwenty20s | 2       |
| 2          | 1. WT20    | 0       |
| 1          | 2. WT20    | 1       |
| 1          | 3. WT20    | 1       |
| 12         | Gesamt     | 4       |

## Auszeichnungen

### Player of the Series
Als Player of the Series wurden der folgende Spieler ausgezeichnet.
| Serie | Player of the Series |
| ----- | -------------------- |
| WTest | –                    |
| WODI  | Tahlia McGrath       |
| WT20  | –                    |

### Player of the Match
Als Player of the Match wurden die folgenden Spielerinnen ausgezeichnet.
| Spiel    | Player of the Match |
| -------- | ------------------- |
| 1. WTest | Heather Knight      |
| 1. WODI  | Beth Mooney         |
| 2. WODI  | Ellyse Perry        |
| 3. WODI  | Annabel Sutherland  |
| 1. WT20  | Tahlia McGrath      |
| 2. WT20  | –                   |
| 3. WT20  | –                   |